# Izland az 1956. évi téli olimpiai játékokon
Izland az olaszországi Cortina d’Ampezzóban megrendezett 1956. évi téli olimpiai játékok egyik részt vevő nemzete volt. Az országot az olimpián 2 sportágban 7 sportoló képviselte, akik érmet nem szereztek.

## Alpesisí
Férfi
| Versenyző           | Versenyszám      | 1. futam | 1. futam | 2. futam | 2. futam | Összesítés | Összesítés |
| Versenyző           | Versenyszám      | Idő      | Hely.    | Idő      | Hely.    | Idő        | Helyezés   |
| ------------------- | ---------------- | -------- | -------- | -------- | -------- | ---------- | ---------- |
| Steinþór Jakobsson  | Óriás-műlesiklás |          |          |          |          | kizárták   | kizárták   |
| Einar Kristjánsson  | Műlesiklás       | 1:50,0   | 36.      | 2:28,6   | 40.*     | 4:18,6     | 37.        |
| Einar Kristjánsson  | Óriás-műlesiklás |          |          |          |          | 3:53,4     | 60.        |
| Stefán Kristjánsson | Műlesiklás       | kizárták | kizárták | kiesett  | kiesett  | kiesett    | kiesett    |
| Stefán Kristjánsson | Óriás-műlesiklás |          |          |          |          | 3:59,1     | 62.        |
| Eysteinn Þórðarson  | Műlesiklás       | 1:44,7   | 30.      | 2:15,6   | 29.      | 4:00,3     | 26.        |
| Eysteinn Þórðarson  | Óriás-műlesiklás |          |          |          |          | 3:49,4     | 56.*       |

Női
| Versenyző             | Versenyszám      | 1. futam | 1. futam | 2. futam | 2. futam | Összesítés | Összesítés |
| Versenyző             | Versenyszám      | Idő      | Hely.    | Idő      | Hely.    | Idő        | Helyezés   |
| --------------------- | ---------------- | -------- | -------- | -------- | -------- | ---------- | ---------- |
| Jakobína Jakobsdóttir | Lesiklás         |          |          |          |          | 1:57,2     | 31.        |
| Jakobína Jakobsdóttir | Műlesiklás       | 1:06,4   | 23.      | kizárták | kizárták | kiesett    | kiesett    |
| Jakobína Jakobsdóttir | Óriás-műlesiklás |          |          |          |          | 2:39,4     | 41.        |

* - egy másik versenyzővel azonos eredményt ért el

## Sífutás
Férfi
| Versenyző        | Versenyszám | Eredmény | Helyezés |
| ---------------- | ----------- | -------- | -------- |
| Jón Kristjánsson | 15 km       | 58:23    | 55.      |
| Jón Kristjánsson | 30 km       | 2:00:52  | 39.      |
| Oddur Pétursson  | 15 km       | 1:02:36  | 61.      |
| Oddur Pétursson  | 30 km       | 2:10:16  | 48.      |